# Gronovius’ Seide

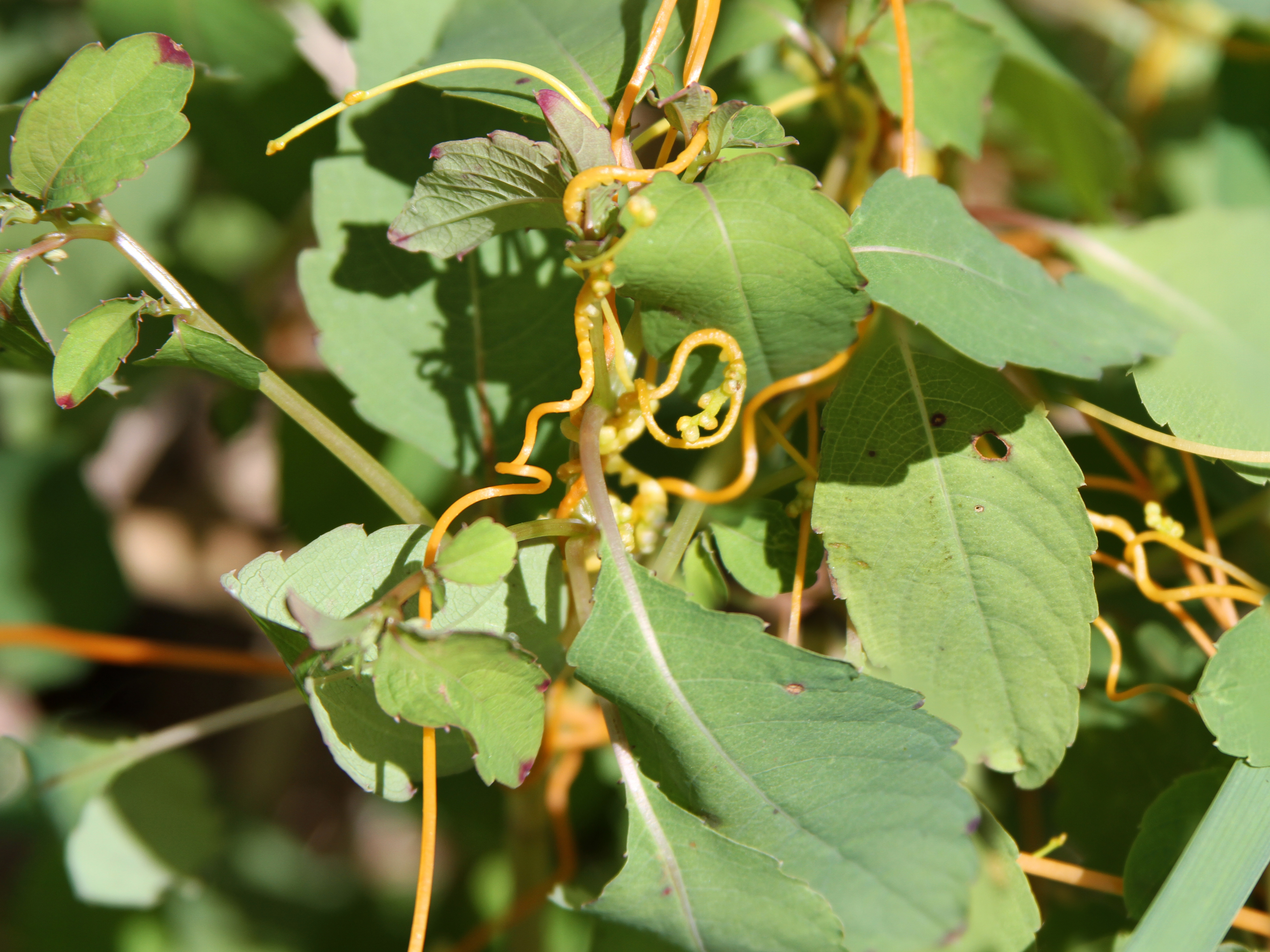
Stängel von Cuscuta gronovii

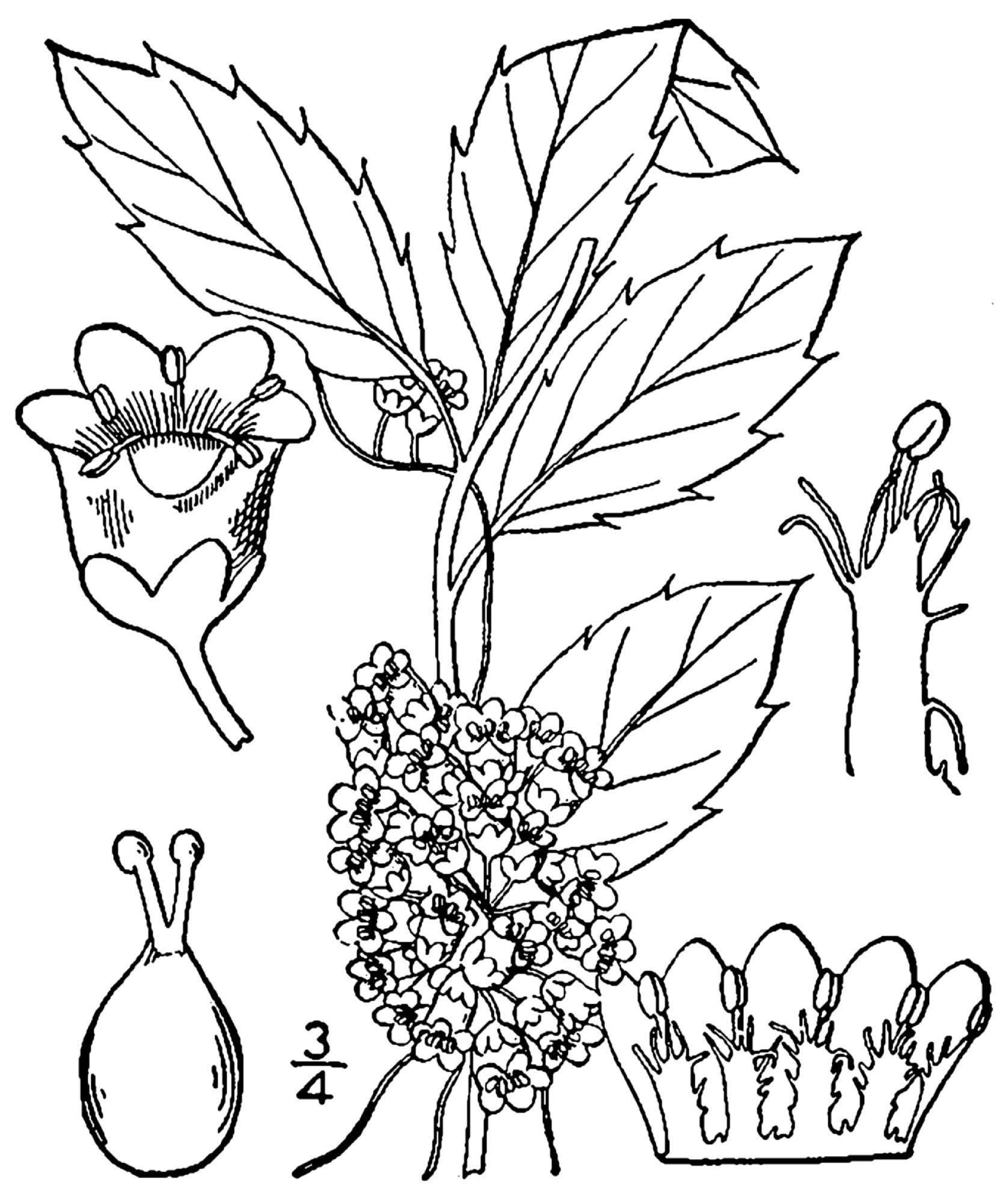
Illustration

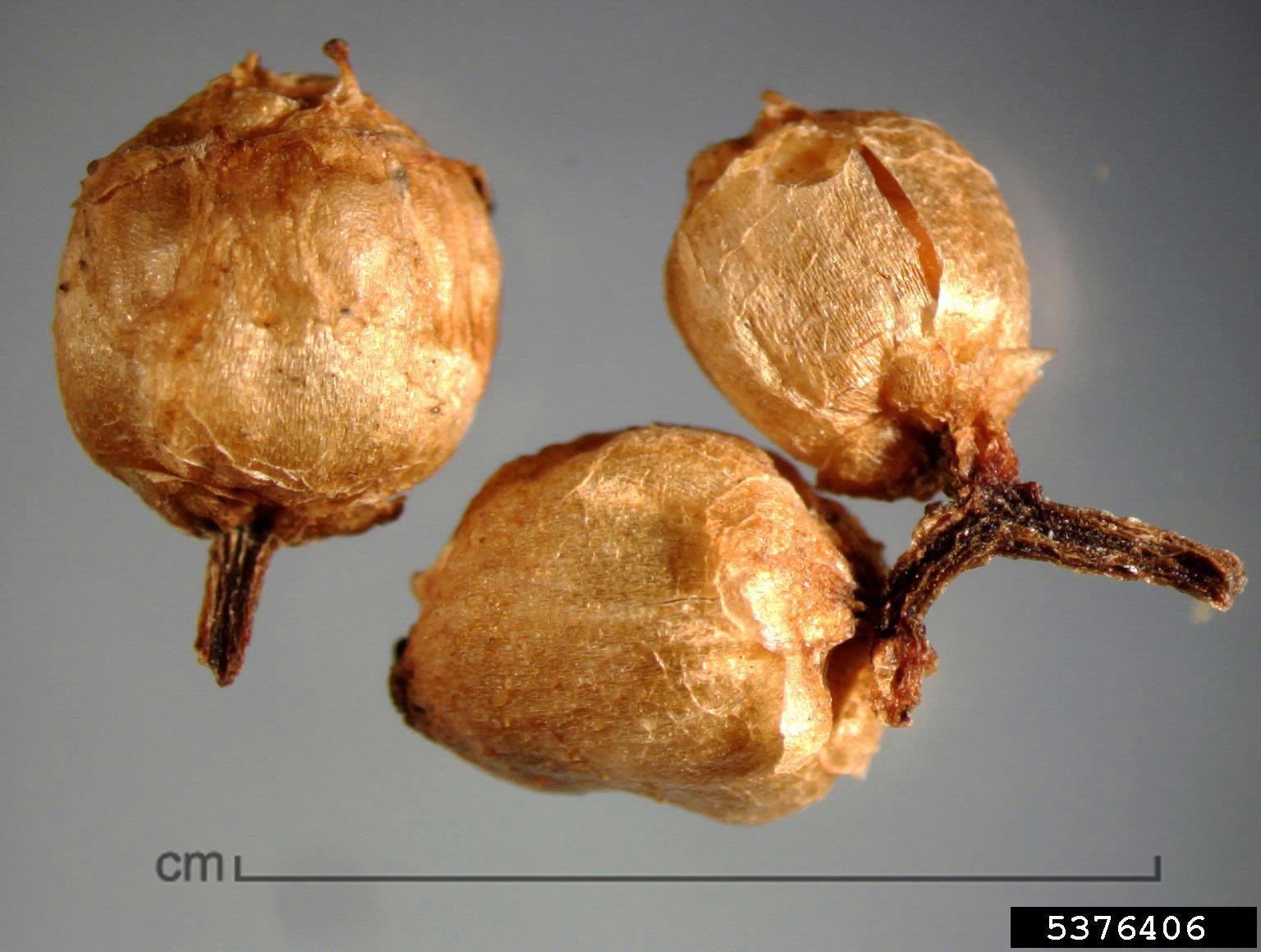
Kapselfrüchte

Die Weiden-Seide oder Gronovius’ Seide (Cuscuta gronovii) ist eine Pflanzenart aus der Gattung Seide (Cuscuta) in der Familie der Windengewächse (Convolvulaceae). Dieser Vollschmarotzer ist hauptsächlich in Nordamerika weitverbreitet.

## Beschreibung

### Vegetative Merkmale
Bei der Weiden-Seide handelt es sich um eine einjährige krautige Pflanze. Die gelben bis orangefarbenen Stängel sind bei einem Durchmesser von 0,4 bis 0,8 Millimetern mittel bis fein.

### Generative Merkmale
Die rispenartigen Blütenstände sind locker oder dicht und enthalten 7 bis 40 nahezu aufsitzenden bis gestielte Blüten. Die Blütenstiele sind 1 bis 4,5 Millimeter lang.
Die zwittrigen Blüten sind meist fünfzählig, können selten aber auch vierzählig sein. Die Blütenhülle ist 2 bis 4, selten bis 4,7 Millimeter groß, weiß und häutig. Sowohl im Kelch, in der Krone, am Fruchtknoten und an der Kapselfrucht können sich wenige bis viele durchscheinende, drüsenartige Milchröhren befinden. Der Kelch ist becherförmig bis kurz glockenförmig und reicht meist bis zur Hälfte der Kronröhre. Die Kelchblätter stehen für etwa 1/2 bis 2/3 der Länge frei. Die Kelchlappen sind eiförmig bis nahezu rund, die Spitze ist abgerundet, an der Basis überlappen sie. Die Kronröhre ist bei einer Länge von meist 1,5 bis 2,5 (1 bis 3) Millimetern glockenförmig. Die Kronlappen sind abstehend, meist eiförmig, abgerundet stumpf und sind 1/2 bis 1/3 so lang wie die Kronröhre. Die Staubblätter stehen über die Krone hinaus. Die Staubbeutel sind bei einer Länge von 0,3 bis 0,6 Millimetern eiförmig bis langgestreckt. Die Staubfäden sind 0,4 bis 0,7, selten bis zu 1 Millimeter lang. Zwischen den Staubblättern stehen langgestreckte Schuppen, die an der Spitze tief ausgefranst sind und bis an die Staubfäden reichen. Die zwei Griffel sind schlank und gelegentlich leicht pfriemförmig. Bei einer Länge von 1,2 bis 2,2 Millimetern, selten von nur 0,6 Millimetern sind die Griffel kürzer oder genauso lang wie der Fruchtknoten. Die Narben sind kopfig und kugelförmig.
Die nicht aufspringenden bis unregelmäßig aufspringenden Kapselfrüchte sind bei einer Länge von 2,5 bis 4,5, selten bis zu 5,2 Millimetern sowie einem Durchmesser von 2 bis 4, selten bis zu 5 Millimetern eiförmig bis kugelförmig-konisch oder nahezu verkehrt-birnenförmig. Die haltbare Blütenkrone umschließt die Frucht oder sitzt auf ihr. In jeder Frucht befinden sich zwei bis vier Samen.
Die Chromosomenzahl beträgt 2n = 60.

## Ökologie
Cuscuta gronovii ist ein Therophyt. Bei der Weiden-Seide handelt es sich um einen Vollschmarotzer (Holoparasiten). Sie schmarotzt auf dem Schwarzen Senf (Brassica nigra), auf Brennnesseln (Urtica) oder Weiden (Salix).

## Vorkommen
Cuscuta gronovii ist in Nordamerika von Kanada bis in die USA verbreitet und kommt auf Hispaniola vor. Sie ist beispielsweise in Europa ein Neophyt, wo sie entlang von Wasserläufen meist auf Weidengebüschen wächst. Sie wächst auf frischen, nährstoffreichen Aueböden. Sie ist eine Charakterart des Verbandes Senecion fluviatilis.

## Systematik
Die Erstveröffentlichung von Cuscuta gronovii erfolgte 1820 durch Carl Ludwig Willdenow in Johann Jacob Römer und Joseph August Schultes. Das Artepitheton gronovii ehrt den niederländischen Botaniker Jan Frederik Gronovius, von dem die wahrscheinlich älteste Erwähnung dieser Art stammt.
Von Cuscuta gronovii gibt es etwa drei Varietäten:
- Cuscuta gronovii var. calyptrata Engelm.: Sie kommt in den südlichen, zentralen und östlichen USA vor.[3]
- Cuscuta gronovii Willd. ex Roem. & Schult. var. gronovii: Sie kommt von Kanada bis in die USA und auf Hispaniola vor.[3]
- Cuscuta gronovii var. latiflora Engelm.: Sie kommt nur in den USA vor.[3]